# Amélie-Auguste d'Anhalt-Dessau
 (juin 2024).
Titre
Princesse consort de Schwarzbourg-Rudolstadt
15 avril 1816 – 12 juin 1854
(38 ans, 1 mois et 28 jours)
La princesse Amélie Auguste d'Anhalt-Dessau (allemand : Prinzessin Amalie Auguste von Anhalt-Dessau; 18 août 1793 – 12 juin 1854) est une noble allemande, princesse d'Anhalt-Dessau, qui est la princesse consort de Schwarzbourg-Rudolstadt de 1816 à 1854 comme épouse de Frédéric-Gonthier de Schwarzbourg-Rudolstadt.

## Biographie
Amélie-Auguste est née le 18 août 1793 à Dessau fille de Frédéric d'Anhalt-Dessau, et sa femme, Amélie de Hesse-Hombourg (fille de Frédéric V de Hesse-Hombourg).
Le 15 avril 1816, elle épouse à Dessau son cousin, Frédéric-Gonthier de Schwarzbourg-Rudolstadt, (fils de Louis-Frédéric II de Schwarzbourg-Rudolstadt, et sa femme, Caroline de Hesse-Hombourg). Ils ont trois fils:
- Frédéric-Gonthier (1818-1821)
- Gonthier (1821-1845)
- Gustave (1828-1837)

La princesse Auguste, est décédée le 12 juin 1854 à Rudolstadt. Son époux, le prince Frédéric-Gonthier, se remarie avec une fille de son frère George, en 1855.
Son jeune frère gouverne et unifie le duché d'Anhalt à partir de 1863 jusqu'à sa mort en 1871 sous le nom de Léopold IV.